# Harufjärden
Harufjärden este o arie protejată (arie specială de conservare — SAC, sit de importanță comunitară — SCI) din Suedia întinsă pe o suprafață de 2.710,5 ha, integral pe uscat.

## Localizare
Centrul sitului Harufjärden este situat la coordonatele 65°37′37″N 22°45′59″E / 65.6269°N 22.7663°E.

## Înființare
Situl Harufjärden a fost declarat sit de importanță comunitară în iunie 2001 pentru a proteja un număr necunoscut de specii din flora spontană și fauna sălbatică aflate în arealul zonei. Situl a fost protejat și ca arie specială de conservare în martie 2011.

## Biodiversitate
Situată în ecoregiunile boreală și marină baltică, aria protejată conține 7 habitate naturale: Taiga vestică, Pășuni de coastă din Baltica boreală, Vegetație perenă pe țărmurile stâncoase, Faleze cu vegetație de pe coastele atlantice și baltice, Insulițe și insule mici din Baltica boreală, Bancuri de nisip acoperite în permanență slab de apă marină, Recifuri.
La baza desemnării sitului se află un număr nedeclarat de specii protejate.